# Larroque-sur-l'Osse
Larroque-sur-l'Osse är en kommun i departementet Gers i regionen Occitanien i sydvästra Frankrike. Kommunen ligger i kantonen Montréal som tillhör arrondissementet Condom. År 2022 hade Larroque-sur-l'Osse 218 invånare.

## Befolkningsutveckling
Antalet invånare i kommunen Larroque-sur-l'Osse
Referens:INSEE